# Intenzivna količina
Intenzívna količína je takšna fizikalna količina, ki se pri sestavljanju termodinamskih sistemov ne sešteva, ampak ima, če je sistem homogen, po vsem sistemu enako vrednost.
Zgledi intenzivnih količin so:
- duktilnost (kovnost)
- elastičnost
- električna poljska jakost
- gostota (ali specifična teža)
- hitrost
- kemijski potencial
- koncentracija
- magnetizacija
- magnetna poljska gostota
- specifična energija
- specifična prostornina
- specifična toplota
- specifična upornost
- temperatura
- tlak
- toplotna prevodnost
- trdota
- viskoznost

Nasprotje intenzivnih količin so ekstenzivne količine. To so takšne fizikalne količine, ki se pri sestavljanju termodinamskih sistemov seštevajo, če sistema s tem ne spremenimo. Deljenje ekstenzivne količine z drugo ekstenzivno količino v splošnem dá intenzivno količino, npr. masa deljena s prostornino (obe sta ekstenzivni količini) je gostota, ki je intenzivna količina.

## Matematična definicija
Če je z {\displaystyle \{a_{i}\}} označena množica intenzivnih količin, z {\displaystyle \{A_{j}\}} pa množica ekstenzivnih količin, je funkcija {\displaystyle F(\{a_{i}\},\{A_{j}\})} intenzivna količina, če za vsak {\displaystyle \alpha } velja:
{\displaystyle F(\{a_{i}\},\{\alpha A_{j}\})=F(\{a_{i}\},\{A_{j}\}).\,}